# Thomas Joseph Mboya

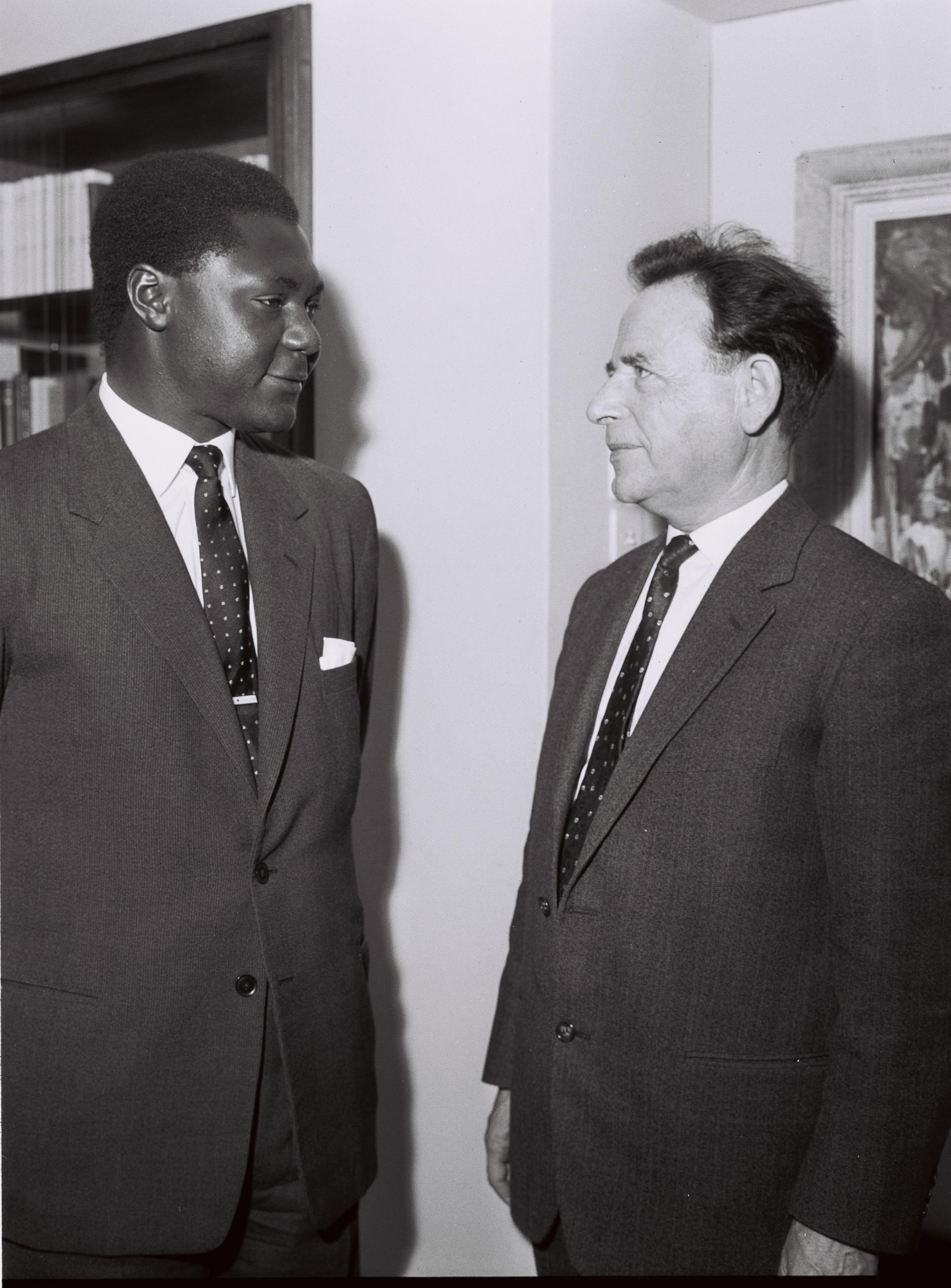
Tom Mboya i Aharon Becker, 1962

Thomas Joseph Odhiambo Mboya (ur. 15 sierpnia 1930, zm. 5 lipca 1969), kenijski polityk.
Pochodził z plemienia Luo. Był aktywistą związkowym, w latach 1963–1965 pełnił funkcję sekretarza generalnego Kenijskiej Federacji Pracy. Od 1957 wchodził w skład utworzonego przez Brytyjczyków organu legislacyjnego. Jako jego członek odegrał istotną rolę w negocjacjach poprzedzających proklamowanie niepodległości Kenii. W 1960 został sekretarzem generalnym Afrykańskiego Narodowego Związku Kenii. Po 12 grudnia 1963 pełnił funkcje rządowe, był m.in. ministrem pracy i sprawiedliwości. Został zamordowany.